# Eric Radford
Eric Radford (Balmertown, 27 de janeiro de 1985) é um ex-patinador artístico canadense, que competiu nas duplas. Com sua parceira Meagan Duhamel, ele foi bicampeão no Campeonato Mundial (2015 e 2016), bicampeão do Campeonato dos Quatro Continentes (2013 e 2015), e sete vezes campeão do campeonato nacional canadense (2012–2018). Nos Jogos Olímpicos de Inverno de 2014 em Sóchi, Duhamel e Radford receberam a medalha de prata na competição por equipes, e terminaram na sétima posição nas duplas, e nos Jogos Olímpicos de Inverno de 2018, em PyeongChang, ele foi campeão olímpica na competição por equipes e medalhista de bronze na competição de duplas.
Após os Jogos Olímpicos de Inverno de 2018, Duhamel e Radford anunciaram que se retirariam das competições.

## Principais resultados

### Com Eric Radford
| Resultados | Resultados        | Resultados        | Resultados        | Resultados        | Resultados      | Resultados       | Resultados        | Resultados        | Resultados    | Resultados    | Resultados    | Resultados    | Resultados    | Resultados    |
| Internacional | Internacional     | Internacional     | Internacional     | Internacional     | Internacional   | Internacional    | Internacional     | Internacional     | Internacional | Internacional | Internacional | Internacional | Internacional | Internacional |
| Evento/Temporada | 2010– 2011        | 2011– 2012        | 2012– 2013        | 2013– 2014        | 2014– 2015      | 2015– 2016       | 2016– 2017        | 2017– 2018        |               |               |               |               |               |               |
| --- | ----------------- | ----------------- | ----------------- | ----------------- | --------------- | ---------------- | ----------------- | ----------------- | ------------- | ------------- | ------------- | ------------- | ------------- | ------------- |
| Jogos Olímpicos |                   |                   |                   | 7.º               |                 |                  |                   | Medalha de bronze |               |               |               |               |               |               |
| Campeonato Mundial | 7.º               | 5.º               | Medalha de bronze | Medalha de bronze | Medalha de ouro | Medalha de ouro  | 7.º               |                   |               |               |               |               |               |               |
| Campeonato dos Quatro Continentes | Medalha de prata  | 4.º               | Medalha de ouro   |                   | Medalha de ouro | WD               | Medalha de prata  |                   |               |               |               |               |               |               |
| GP Grand Prix Final |                   | 5.º               | 4.º               | 5.º               | Medalha de ouro | Medalha de prata | Medalha de bronze | Medalha de bronze |               |               |               |               |               |               |
| GP NHK Trophy |                   |                   |                   |                   | Medalha de ouro | Medalha de ouro  | Medalha de ouro   |                   |               |               |               |               |               |               |
| GP Skate America |                   |                   |                   |                   |                 |                  |                   | Medalha de bronze |               |               |               |               |               |               |
| GP Skate Canada International | 5.º               | Medalha de bronze | Medalha de prata  | Medalha de bronze | Medalha de ouro | Medalha de ouro  | Medalha de ouro   | Medalha de ouro   |               |               |               |               |               |               |
| GP Trophée Éric Bompard |                   | Medalha de bronze | Medalha de prata  | Medalha de prata  |                 |                  |                   |                   |               |               |               |               |               |               |
| CS Autumn Classic International |                   |                   |                   |                   | Medalha de ouro | Medalha de ouro  |                   | Medalha de prata  |               |               |               |               |               |               |
| CS Finlandia Trophy |                   |                   |                   |                   |                 |                  | Medalha de ouro   |                   |               |               |               |               |               |               |
| Nebelhorn Trophy | Medalha de bronze |                   |                   |                   |                 |                  |                   |                   |               |               |               |               |               |               |
| Nacional |                   |                   |                   |                   |                 |                  |                   |                   |               |               |               |               |               |               |
| Campeonato Canadense | Medalha de prata  | Medalha de ouro   | Medalha de ouro   | Medalha de ouro   | Medalha de ouro | Medalha de ouro  | Medalha de ouro   | Medalha de ouro   |               |               |               |               |               |               |
| Equipes |                   |                   |                   |                   |                 |                  |                   |                   |               |               |               |               |               |               |
| Jogos Olímpicos |                   |                   |                   | 2T/2P             |                 |                  |                   | 1T/2P             |               |               |               |               |               |               |
| Troféu Mundial por Equipes |                   | 3T/2P             | 2T/2P             |                   | 4.º 4T/2P       |                  |                   |                   |               |               |               |               |               |               |
| |                   |                   |                   |                   |                 |                  |                   |                   |               |               |               |               |               |               |
| Legenda: GP = Grand Prix; CS = Challenger Series; WD = Abandonou; T = Posição da equipe; P = Posição individual; Competição não foi disputada nesta temporada |                   |                   |                   |                   |                 |                  |                   |                   |               |               |               |               |               |               |

### Com Anne-Marie Giroux
| Campeonato Canadense | 8.º |

### Com Rachel Kirkland
| Resultados                               | Resultados       | Resultados    | Resultados    | Resultados    | Resultados    | Resultados    | Resultados    | Resultados    | Resultados    | Resultados    | Resultados    | Resultados    | Resultados    | Resultados    |
| Internacional                            | Internacional    | Internacional | Internacional | Internacional | Internacional | Internacional | Internacional | Internacional | Internacional | Internacional | Internacional | Internacional | Internacional | Internacional |
| Evento/Temporada                         | 2005– 2006       | 2006– 2007    | 2007– 2008    | 2008– 2009    |               |               |               |               |               |               |               |               |               |               |
| ---------------------------------------- | ---------------- | ------------- | ------------- | ------------- | ------------- | ------------- | ------------- | ------------- | ------------- | ------------- | ------------- | ------------- | ------------- | ------------- |
| GP Skate Canada International            |                  |               |               | 6.º           |               |               |               |               |               |               |               |               |               |               |
| Nebelhorn Trophy                         |                  |               | 7.º           | 4.º           |               |               |               |               |               |               |               |               |               |               |
| Nacional                                 |                  |               |               |               |               |               |               |               |               |               |               |               |               |               |
| Campeonato Canadense                     |                  | 5.º           | 5.º           | 7.º           |               |               |               |               |               |               |               |               |               |               |
| Campeonato Canadense – Júnior            | Medalha de prata |               |               |               |               |               |               |               |               |               |               |               |               |               |
| Campeonato Alemão                        |                  |               |               | P             |               |               |               |               |               |               |               |               |               |               |
|                                          |                  |               |               |               |               |               |               |               |               |               |               |               |               |               |
| Legenda: GP = Grand Prix; P = Participou |                  |               |               |               |               |               |               |               |               |               |               |               |               |               |

### Com Sarah Burke
| Resultados                                                                     | Resultados             | Resultados             | Resultados             | Resultados             | Resultados             | Resultados             | Resultados             | Resultados             | Resultados             | Resultados             | Resultados             | Resultados             | Resultados             | Resultados             |
| Internacional – Júnior                                                         | Internacional – Júnior | Internacional – Júnior | Internacional – Júnior | Internacional – Júnior | Internacional – Júnior | Internacional – Júnior | Internacional – Júnior | Internacional – Júnior | Internacional – Júnior | Internacional – Júnior | Internacional – Júnior | Internacional – Júnior | Internacional – Júnior | Internacional – Júnior |
| Evento/Temporada                                                               | 2003– 2004             | 2004– 2005             |                        |                        |                        |                        |                        |                        |                        |                        |                        |                        |                        |                        |
| ------------------------------------------------------------------------------ | ---------------------- | ---------------------- | ---------------------- | ---------------------- | ---------------------- | ---------------------- | ---------------------- | ---------------------- | ---------------------- | ---------------------- | ---------------------- | ---------------------- | ---------------------- | ---------------------- |
| JGP JGP Hungria                                                                |                        | 5.º                    |                        |                        |                        |                        |                        |                        |                        |                        |                        |                        |                        |                        |
| JGP JGP República Tcheca                                                       | 6.º                    |                        |                        |                        |                        |                        |                        |                        |                        |                        |                        |                        |                        |                        |
| Nacional                                                                       |                        |                        |                        |                        |                        |                        |                        |                        |                        |                        |                        |                        |                        |                        |
| Campeonato Canadense – Júnior                                                  |                        | 4.º                    |                        |                        |                        |                        |                        |                        |                        |                        |                        |                        |                        |                        |
|                                                                                |                        |                        |                        |                        |                        |                        |                        |                        |                        |                        |                        |                        |                        |                        |
| Legenda: JGP = Grand Prix Júnior; Competição não foi disputada nesta temporada |                        |                        |                        |                        |                        |                        |                        |                        |                        |                        |                        |                        |                        |                        |

### Individual masculino
| Campeonato Canadense          |     |                 | 15.º |
| Campeonato Canadense – Júnior | 4.º | Medalha de ouro |      |